# Joseph Süß Oppenheimer
Joszéf Oppenheimer (németül Joseph Süß Oppenheimer), (Heidelberg, 1698. – Stuttgart, 1738. február 4.) württembergi pénzügyminiszter.

## Élete
Károly Sándor württembergi herceg pénzügyi igazgatójává, majd titkos tanácsosává,  végül pedig miniszterré nevezte ki. Sikeres munkái révén nagyon sok irigyet talált magának és sokan kifogásolták azt is, hogy zsidó. 1733-tól segítette a hercegség tekintélyelvű, hercegi ellenőrzésén alapuló gazdaságának kialakítását, de amikor a herceg négy évvel később hirtelen meghalt, tragikus sors jutott osztályrészéül: még aznap letartóztatták, vád alá helyezték a közösség jogainak elbitorlása és jövedelmeinek elsikkasztása, továbbá keresztény nőkkel folytatott viszony miatt, majd elmarasztalták és felakasztották. Holttestét vasketrecben állították közszemlére.

## Emlékezete
Életéről Wilhelm Hauff novellát, Lion Feuchtwanger Jud Süss címen regényt írt. 1940-ben a nemzetiszocialista Németországban készítettek Jud Süss című propagandafilmet. A filmet betiltották azóta, de neonáci elemek izgatásra még ma is felhasználják. Néhány éve Magyarországon is hasonló indíttatással levetítették.

## Paul Johnson írja Oppenheimerről
„…  A Süss vagy „Jud” Süss néven is ismert Oppenheimer felemelkedése és bukása … figyelmeztetésül szolgált az olyan zsidóknak, akik bizalmukat keresztényekbe helyezték.
Sokatmondó tény, hogy Oppenheimer, aki tündöklése idején egyáltalán nem gyakorolta vallását, bebörtönzése alatt megtért a szigorú ortodoxiához, a kegyelem ellenében sem volt hajlandó megkeresztelkedni, és hitét megvallva fejezte be életét." (314 – 315. old. Paul Johnson: A zsidók története. Európa Könyvkiadó, Bp. 2005 ISBN 963-07-7856-4)